# Mandy Bright
Mandy Bright (ur. 12 kwietnia 1978 w Budapeszcie) – węgierska aktorka i reżyserka filmów pornograficznych. 

## Kariera
W roku 2001, w wieku 22 lat zadebiutowała w branży porno w produkcji gonzo Beautiful Girls 4 Christopha Clarka. Występowała także w filmach włoskich, w tym Opętana seksem (Visioni di sesso, 2002). Podjęła współpracę z Private. Pojawiła się jako Syria w pełnometrażowej porno-parodii Gladiatora - trylogii Antonio Adamo (2002): Private Gold 54: Gladiator 1, Private Gold 55: Gladiator 2 - In the City of Lust i Private Gold 56: Gladiator 3 - Sexual Conquest z Toni Ribasem (Maxximus), Ritą Faltoyano (Domitilla), Steve Holmes (senator Falcus), Davidem Perry (Marcus) i Karlem Benem (Jailer). 
Wzięła też udział w komediodramacie Mix (2004) jako Dóri i grze wideo All Star Strip Poker (2006).
W 2004 otrzymała nagrodę AVN dla "najlepszej zagranicznej aktorki roku". W 2009 roku podczas Venus Berlin została uhonorowana nagrodą Erotixxx Award dla najlepszej międzynarodowej aktorki.
Pracowała również dla takich wytwórni jak Anabolic, Metro, Red Light District, Wicked Pictures, Evil Angel i New Sensations. Współpracowała z reżyserami, m.in. z Toni Ribasem 110% Natural 2 (2001), Christophem Clarkiem w Euro Angels Hardball 16: Anal Training (2002) i Euro Domination 6 (2006), a także z Rocco Siffredim w Rocco: Animal Trainer 22 (2006). Następnie Mario Salieri zaangażował ją do roli maniaczki seksualnej, która ze Steve’em Holmesem napada na kobiety, by nakłonić do seksu w filmach takich jak Sex Dangerous: La Bestia in Gabbia (2008), Maniac Show (2008), Udręka młodej matki i opiekunki do dziecka (Supplizio di Giovane Madre e di una Baby Sitter, 2009), Sevizie ad una Casalinga (2009), Incubo al Cimitero (2009) i Deprawacja bestii (Depravazione Bestiale, 2009). 
Wśród jej ekranowych partnerów byli m.in.: Belladonna, Dora Venter, Rita Faltoyano, Sandra Romain, Sophie Evans, Tarra White, Brian Surewood, David Perry, Erik Everhard, Frank Gun, Frank Major, Horst Baron, Jean Valjean, Karl Ben, Manuel Ferrara, Mark Davis, Max Cortés, Mick Blue, Nacho Vidal, Rocco Siffredi, Scott Nails, Steve Hooper, Titus Steel i Toni Ribas.
W 2013 wycofała się z branży porno. Zagrała w 369 filmach, a jako reżyserka nagrała 12 filmów, w tym Evil Nurse, Fetish Fantasy, Phetish Phantasy i To Be My Girl. 
Ma dwóch synów: Noela (ur. 5 sierpnia 2012) i Benjamina „Beniego”.

## Nagrody i nominacje
| Rok  | Nagroda          | Kategoria                                                        | Tytuł | Inni wykonawcy | Rezultat  |
| ---- | ---------------- | ---------------------------------------------------------------- | --- | --- | --------- |
| 2003 | AVN Award        | Najlepsza scena seksu samych dziewczyn - wideo                   | Faust: The Power of Sex (2002), reż. Jose M. Ponce                                                           | Claudia Clair, Mia Stone i Sabrina Black                                                                                    | Nominacja |
| 2004 | AVN Award        | Najlepsza scena seksu grupowego - wideo                          | Service Animals 14 (2003), reż. Joey Silvera                                                                 | Dick Delaware, Crystal Ray, Brett Rockman i Domineko Heffne                                                                 | Nominacja |
| 2004 | AVN Award        | Zagraniczna wykonawczyni roku                                    | - | - | Wygrana   |
| 2005 | AVN Award        | Najlepsza scena seksu trójosobowego (chłopak/chłopak/dziewczyna) | Riot Sluts (2004), reż. Mason                                                                                | Frank Gun i Brandon Iron | Nominacja |
| 2005 | AVN Award        | Najlepsza scena seksu w produkcji zagranicznej                   | Euro Angels Hardball 24 (2004), reż. Christoph Clark                                                         | Sarah Blue, Franco Roccaforte, Frank Gun i Jean-Yves Le Castel                                                              | Nominacja |
| 2005 | AVN Award        | Zagraniczna wykonawczyni roku                                    | - | - | Nominacja |
| 2006 | AVN Award        | Najlepsza scena seksu grupowego - wideo                          | Lexie and Monique Love Rocco (2004), reż. Paul Thomas                                                        | Rocco Siffredi, Vanessa Lane, Monique Alexander, Steven St. Croix, Lexi Marie i Jean Val Jean                               | Nominacja |
| 2006 | AVN Award        | Zagraniczna wykonawczyni roku                                    | - | - | Nominacja |
| 2007 | AVN Award        | Najlepsza scena seksu w produkcji zagranicznej                   | Black Label 42: Addiction (2006), reż. Anita Rinaldi                                                         | Antonio Ross | Nominacja |
| 2007 | AVN Award        | Zagraniczna wykonawczyni roku                                    | - | - | Nominacja |
| 2009 | Eroticline Award | Najlepsza aktorka międzynarodowa                                 | - | - | Wygrana   |
| 2011 | AVN Award        | Najlepsza scena seksu w produkcji zagranicznej                   | Private Gold 105: A Fucking Christmas Dinner (2009), reż. Gianfranco Romagnoli (w napisach: J. F. Romagnoli) | Aleska Diamond, Angelica Heart, Britney, Claudia Rossi, Joanna Sweet, Denis Marti, Kid Jamaica, Lauro Giotto i Ricardo Bell | Nominacja |